# Amiidae
Die Amiidae sind eine Familie urtümlicher Knochenfische, die mit Ausnahme der nordamerikanischen Kahlhechte (Amia), ausgestorben ist. Im oberen Mesozoikum kam die Familie mit zahlreichen Arten und Gattungen auch in Europa und anderen Kontinenten vor allem der nördlichen Erdhalbkugel vor. Die meisten Amiidae waren Süßwasserfische, es gab jedoch auch einige marine Vertreter. Die letzten europäischen Vertreter lebten vor 48 bis 40 Millionen Jahren im Lutetium (Eozän) und sind aus der hessischen Grube Messel und dem sachsen-anhaltischen Geiseltal nachgewiesen. 

## Merkmale
Die Amiidae sind langgestreckte, im Querschnitt fast runde Raubfische. Die Rückflosse des heutigen Kahlhechts und einiger fossiler Formen ist lang, nimmt mehr als die Hälfte der Körperlänge ein und ist das Hauptantriebsorgan. Es gab jedoch auch zahlreiche Gattungen mit kurzer Rückenflosse.
Die Amiidae zeigen ein Muster von urtümlichen und fortschrittlichen Merkmalen.
So ist ihre Schwanzflosse kurz und äußerlich fast symmetrisch und abgerundet oder gegabelt, das Schwanzflossenskelett aber heterocerk. Die Neuralbögen der Schwanzwirbel sind nicht zu Uroneuralia umgewandelt. Die Anzahl der Urodermalia liegt bei zwei oder weniger. Das Verhältnis von Flossenträgern und Hypuralia im Schwanzflossenskelett liegt etwa bei 1:1.
Im Oberkiefer findet sich nur ein einziges Supramaxillare und keine Supraoccipitale im Schädel. Das Prämaxillare ist nicht protraktil (nicht vorstreckbar), sondern fest mit dem Schädel verbunden. Auf der unteren Seite der Kiemenregion finden sich einige Branchiostegalstrahlen. Zusätzlich wird sie durch eine große Kehl-Knochenplatte (Gularia) geschützt. Ähnlich wie fast alle Echten Knochenfische (Teleostei) besitzen die Amiidae mit dem Symplecticum ein zusätzliches ventrales Element im Kiefergelenk. Das Gelenk für den Unterkiefer wird zusammen mit dem Quadratum gebildet, ist allerdings anders gestaltet als das der Teleostei. Auch die Wirbelanatomie ist primitiv, die Wirbelkörper niemals hinten ausgehöhlt. Die Schuppen sind ohne Ganoinschicht und nicht mehr rhombisch, sondern cycloid.

## Äußere Systematik
Die Amiidae bilden mit drei weiteren ausgestorbenen Familien aus dem Mesozoikum, den Caturidae, den Liodesmidae und den asiatischen Sinamiidae die Ordnung der Amiiformes. Die drei Familien lebten überwiegend im Meer, während die Amiidae vor allem Süßwasserbewohner sind.

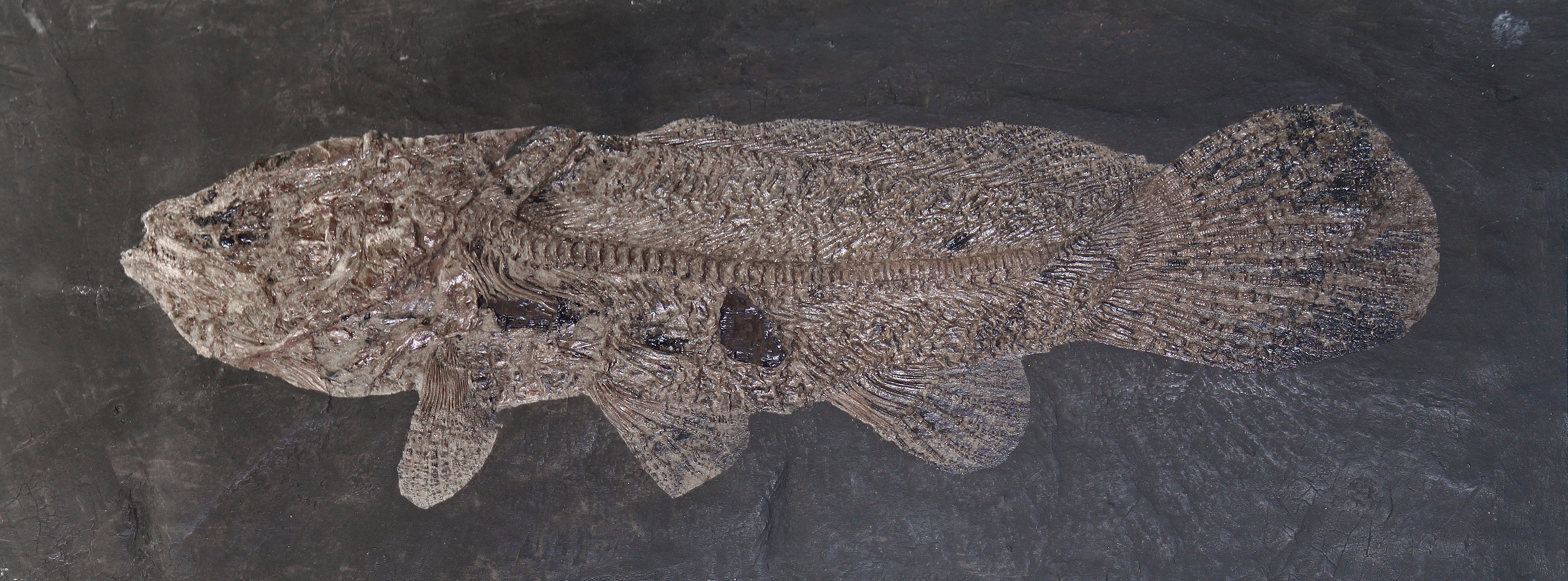
Cyclurus kehreri aus der Grube Messel im Staatlichen Museum für Naturkunde Karlsruhe

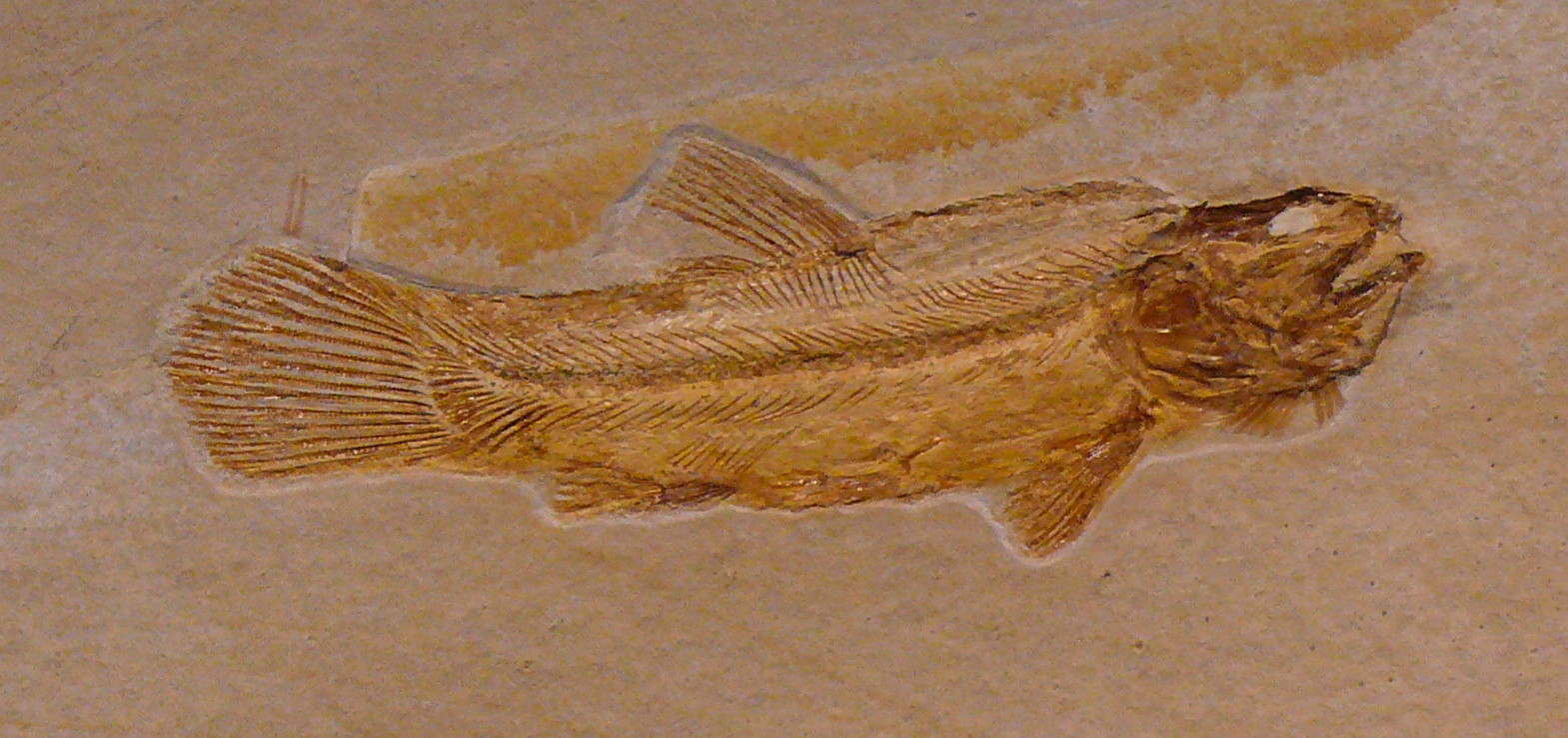
Amiopsis lepidota aus Solnhofen

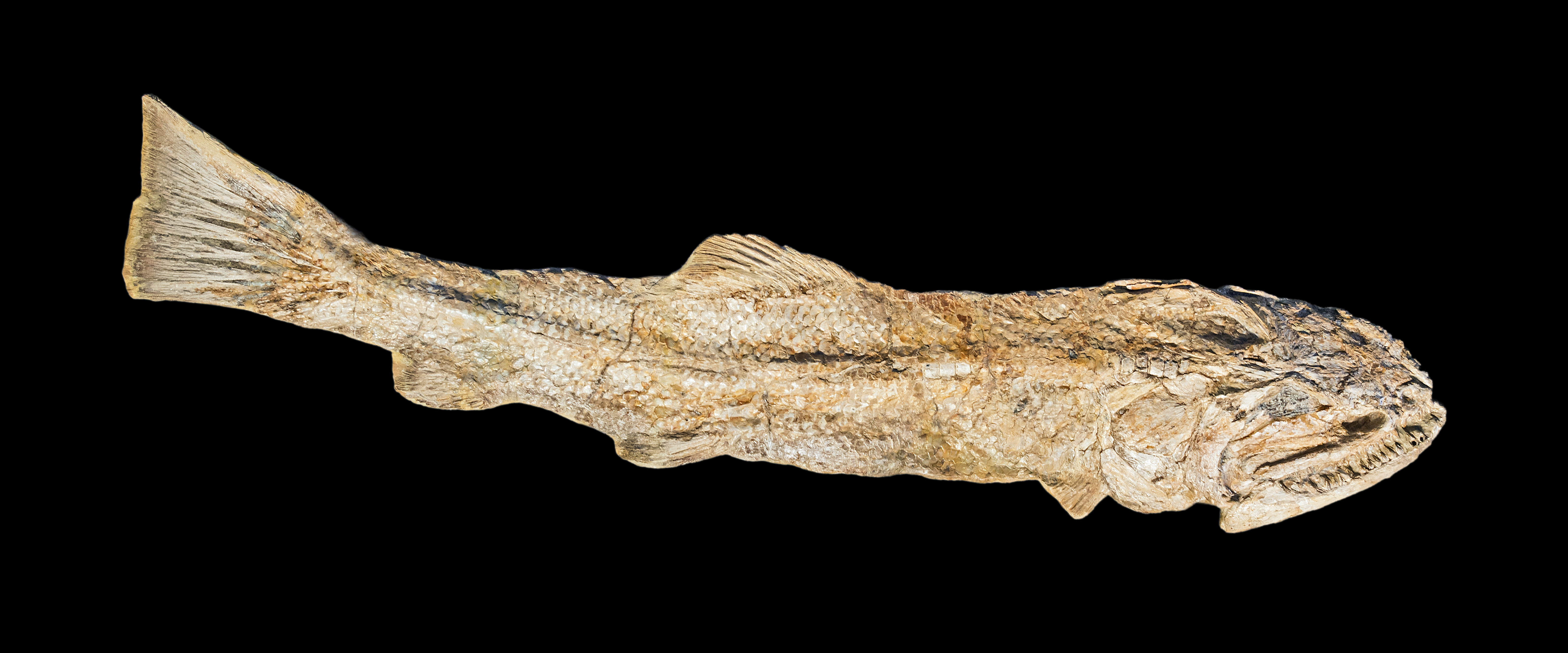
Calamopleurus cylindricus

## Innere Systematik
- Familie Amiidae
  - Unterfamilie Amiinae (Oberkreide bis heute)
    - Amia
    - † Cyclurus
    - † Pseudamiatus

  - Unterfamilie Amiopsinae (Unterkreide)
    - † Amiopsis

  - Unterfamilie Solnhofenamiinae (Oberjura)
    - † Solnhofenamia

  - Unterfamilie Vidalamiinae (mittlere Kreide bis Eozän)
    - † Calamopleurus
    - † Maliamia
    - † Melvius
    - † Pachyamia
    - † Vidalamia

  - incertae sedis
    - † Nipponamia